# 香港摩天輪
香港摩天輪（ほんこんまてんりん、英語: Hong Kong Observation Wheel、略称：HKOW）は香港の中環の中環海浜にある60-メートル (197-フート)の高さの観覧車である。革張りの座席と床面がガラス張りのVIPゴンドラ1個を含む42個のゴンドラがある。ゴンドラは全て空調設備と通話設備が装備されている。一回当たり2～3回転でき、15分ほどかかる。VIPゴンドラが5人を上限とする他はゴンドラはそれぞれ8人を上限としている。
現在The Entertainment Corporation Limited （TECL）が運営している。TECLは正式にアトラクションの一部としてAIA Vitality公園を提供するAIAグループと組んでいる。

## 背景

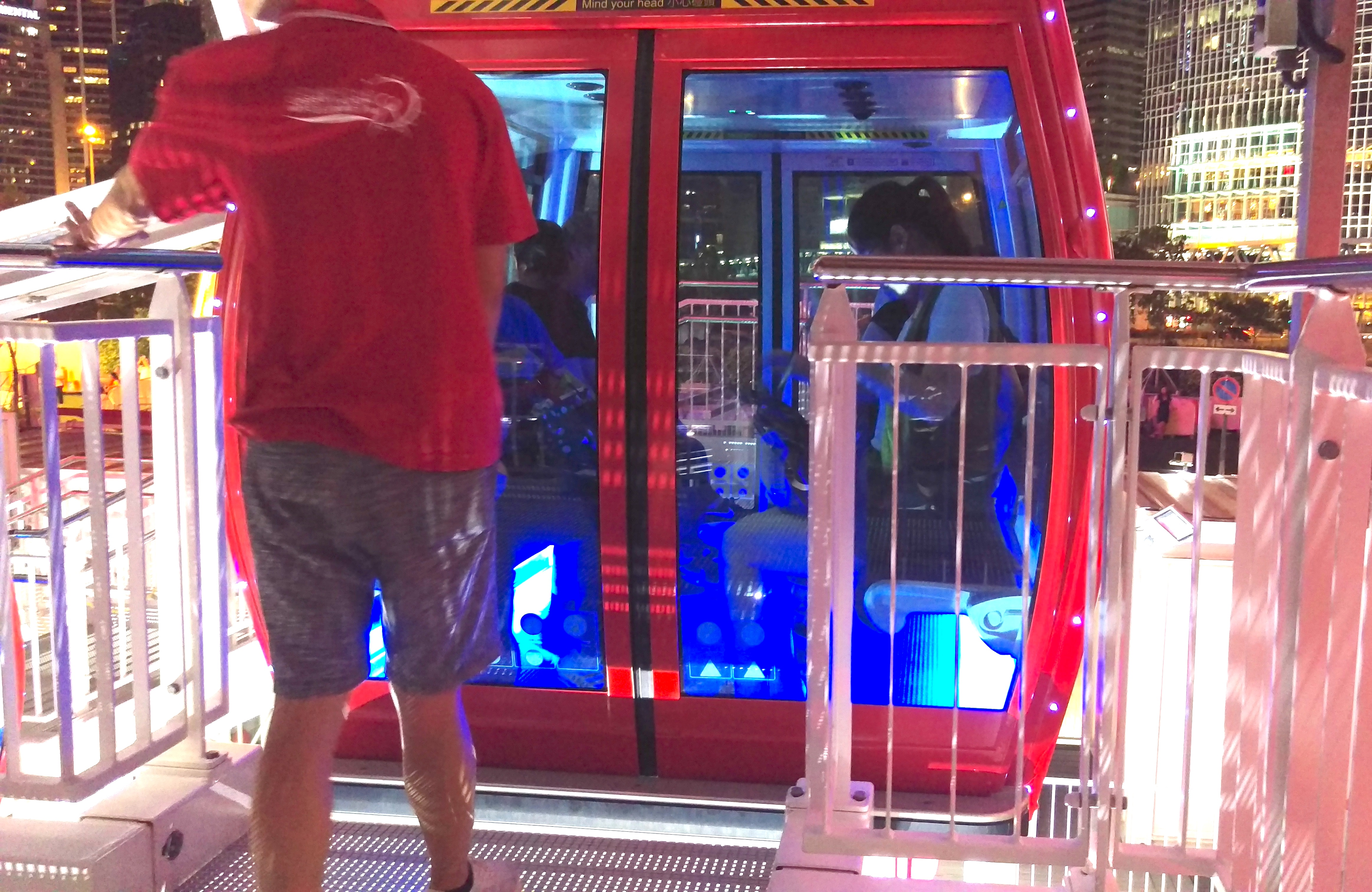
2018年7月の観覧車のゴンドラ

2013年5月に地政総署はアトラクション用に中環の9号埠頭と10号埠頭の間の9620平方メートルの土地を有償貸与した。香港のビクトリア・ハーバーを望める中環と湾仔の埋め立て計画に基づき定められた場所である。観覧車周辺の90％の土地は、購入して得られる食料や飲料のある一般の土地に繋がっている。またあらゆる年代を対象にした生の演芸が年間を通じてイヴェント広場で行われている。観覧車は香港の気候や気象に合うように設計されている。機電工程署とTUVの基準に則って建造されている。
観覧車は二社が所有している。以前の所有者は、スイスAEXで、現在の所有者は、The Entertainment Corporation Limited （TECL）である。2014年、スイスAEXは毎日平均して概ね2740人の乗客を目論む年間100万人を予測した。2017年に所有者が代わると、TECLは開業以来7か月以下で100万人を達成したと発表した。

## 所有権

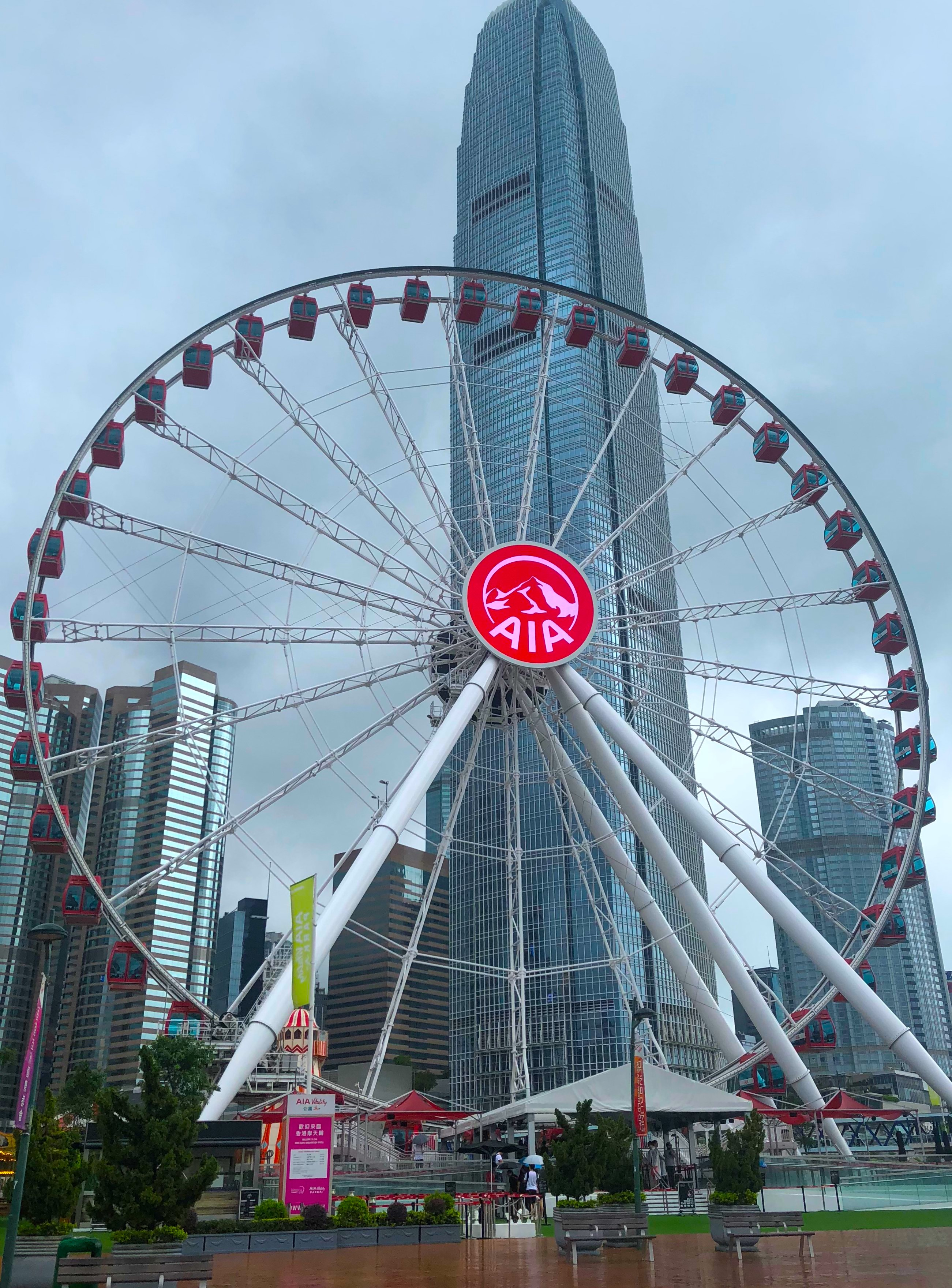
前から見た観覧車（国際金融中心前）

観覧車は最初申し込みの際に10年以上観覧車を運営してきたという会社スイスAEXが管理した。スイスAEXは香港電訊有限公司（HKT）と組んでいた。
2017年、政府は2017年9月に開始することになったThe Entertainment Corporation Limited（TECL）と運営の第二期の契約を結んだ。TECLは当時「一人当たり実質的に値下げした搭乗券を申し込む」という声明を発表した。観覧車は所有権の移行に関する論争が最初の運営者と新しい運営者の間で行き詰まることになる8月に公開が停止された。発展局局長は観覧車は解体されTECLにより交換作業が行われるまで2年間閉鎖されるかも知れないと声明した。観覧車の元の所有者であるスイスAEXは、「観覧車を運営した経験が全くない」会社と言った。2017年9月6日、観覧車は解体しないとの合意がTECLとスイスAEXの間でできた。
2017年11月、TECLは観覧車は近くで行われる一連の健康と健康増進の行事やアトラクション、活動と共に新しいAIA Vitality公園の一部として2017年12月20日に再オープンすると発表した。

## 議論
ここに観覧車を造る政府の決定は、物議をかもした。

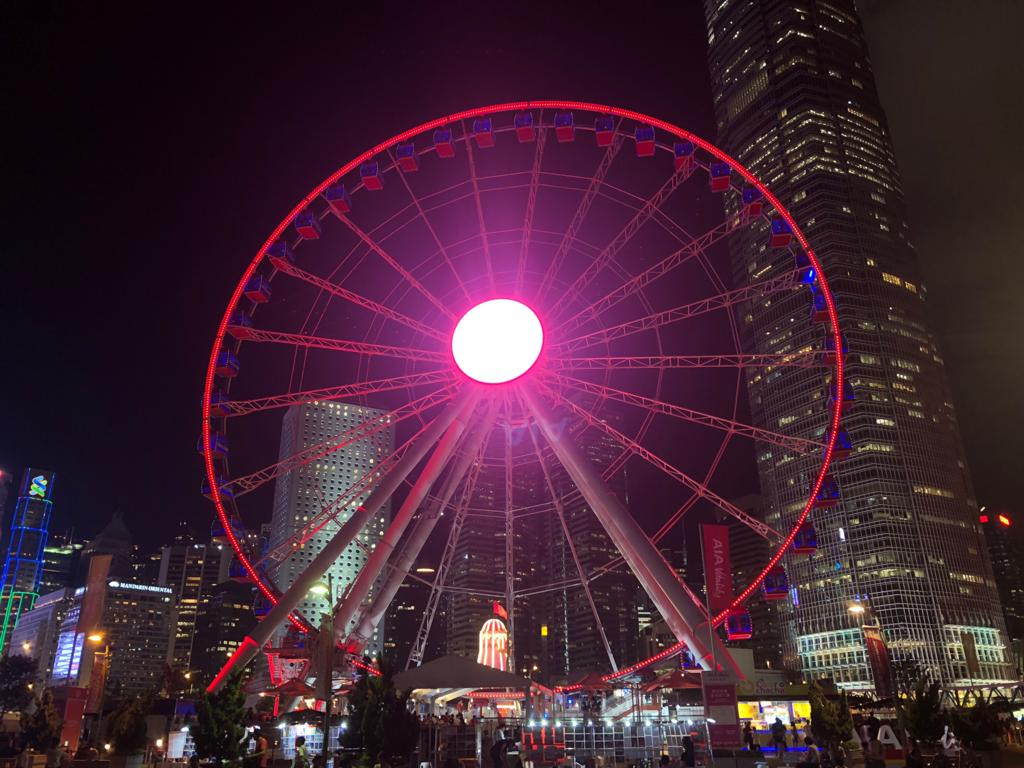
夜の香港摩天輪（2018年8月）

景観が様々な気象条件により容易に影響を受けるために不要ではないかと考える一部の人は、そのような観光アトラクションを造る必要性に疑問を呈した。湾港委員会議長ニコラス・ブルックは取材でこの開発計画に支持を表明した。しかし湾港委員会に行政権はないために議論は続く。
それとは別にこの観光スポットを運営する契約が2013年に結ばれたが、計画は数回延期された。協力要請と情報が不足していることについての一般からの多くの苦情があった。
観覧車の頂上に座る向う見ずにも登った人が自撮りした写真が公開されると安全も物議をかもしている。この写真は観覧車が公開される前に撮られた。観覧車の安全上の憂慮が注目されることになっている。

## 参照
1. ↑  “Does HK really need the Observation Wheel?”. Time Out Hong Kong (2014年11月5日). 2015年10月28日閲覧。
2. ↑  “HONG KONG OBSERVATION WHEEL AT CENTRAL WATERFRONT”.   The Hall Organization Ltd (2011年8月6日). 2015年10月29日閲覧。
3. ↑  “Ticket Info | Hong Kong Observation Wheel & AIA Vitality Park” (英語). Hong Kong Observation Wheel & AIA Vitality Park. 2018年9月24日閲覧。
4. 1 2  “HONG KONG OBSERVATION WHEEL AND AIA VITALITY PARK CELEBRATE THE ONE MILLIONTH VISITOR” (英語). www.aia.com.hk. 2018年9月24日閲覧。
5. ↑  “Swiss AEX Hong Kong Observation Wheel” (2014年5月14日). 2015年10月28日閲覧。
6. ↑  “Hong Kong Observation Wheel - A Truly Unique Perspective On Our World-Class Harbour” (2014年12月5日). 2015年10月28日閲覧。
7. ↑  Task Force on Harbourfront Developments on Hong Kong Island
8. 1 2  Lee, Danny (2017年9月5日). “Fate of Hong Kong Ferris wheel ‘to be known in days’ says mediator and entrepreneur Allan Zeman”.   South China Morning Post. 2017年9月5日閲覧。
9. ↑  Cheng, Kevin (2014年12月9日). “Big wheel turns out to be a giant hit”.   The Standard HK. 2015年9月10日時点のオリジナルよりアーカイブ。2015年11月7日閲覧。
10. ↑  Blundy, Rachel (2017年9月3日). “Hong Kong Observation Wheel could be closed for two years as new operator takes over”.   South China Morning Post. 2017年9月5日閲覧。
11. ↑  Blundy, Rachel (2017年9月3日). “Hong Kong Observation Wheel could be closed for two years as new operator takes over”.   South China Morning Post. 2017年9月5日閲覧。
12. ↑  “Hong Kong Observation Wheel saved from demolition” (英語). South China Morning Post 2018年9月24日閲覧。
13. ↑  “Hong Kong's observation wheel to reopen at HK$20 a ride | Hong Kong Free Press HKFP” (英語). Hong Kong Free Press HKFP. (2017年11月1日) 2017年12月6日閲覧。
14. 1 2  Kwan, Tammy (2014年12月9日). “Hong Kong’s new attraction ‘amazing,’ controversial”.   CNN. 2015年11月7日閲覧。
15. ↑  Woodhouse, Alice (2014年12月10日). “Daredevil climbs Hong Kong’s ferris wheel, putting security in spotlight”.   South China Morning Post. 2015年11月7日閲覧。